# チャイム・リープ
「チャイム・リープ」は、INUMO KUWANEEYOの楽曲。6作目のデジタル配信限定シングルとしてThe Social Creators Label Beより2021年7月9日に各音楽配信サービスにてリリースされた。

## 概要
前作『缶ビール』のリリースから約3ヶ月ぶりのリリースとなる。
本曲は、「第9回 全国小・中学校リズムダンスふれあいコンクール規定曲」となっており、ゆりやんレトリィバァと、ジャングルポケットの斉藤慎二が踊っている振り付け動画がYouTubeに投稿されている。
2021年7月24日には、ミュージックビデオが公開された。

## 収録内容
| #         | タイトル             | 作詞・作曲     | 編曲                      | 時間 |
| --------- | -------------------- | -------------- | ------------------------- | ---- |
| 1.        | 「チャイム・リープ」 | マンモーニ拓磨 | 藤波潤一郎&完全制覇サスケ | 2:10 |
| 合計時間: | 合計時間:            | 合計時間:      | 合計時間:                 | 2:10 |